# 日恭
日恭（にっきょう、1869年10月20日（明治2年9月16日） - 1945年（昭和20年）6月17日）は、大石寺第62世法主。鈴木姓。筑後阿闍梨。信譲院。道号は慈謙。太平洋戦争が勃発し、国をあげて神社神道を保護していたため、思想、宗教が弾圧され、宗門の存続も危ぶまれるほど大変な時代であった。終戦間際の1945年6月17日、客殿の火災によって死去した。

## 略歴
- 1869年10月20日（明治2年9月16日） - 福岡県御井郡久留米京之隅に村上成幸を父として 誕生。俗名は武雄。
- 1880年（明治13年）12月20日 - 佐野広謙尼を師僧として得度。鈴木慈謙。
- 1883年（明治16年）2月25日 - 第52世法主日霑の弟子となる。
- 1891年（明治24年）3月28日 - 大石寺塔中理境坊看主となる。ついで、8月12日には大石寺塔中百貫坊住職となる。
- 1892年（明治25年）10月7日 - 大石寺塔中本住坊住職となる。
- 1903年（明治36年）2月20日 - 霑妙寺（福岡県久留米市)住職となる。
- 1905年（明治38年）7月21日 - 後の長崎県長崎市の正霑寺の設立を出願し、認可される。
- 1908年（明治41年）4月27日 - 後の福岡県北九州市門司区の妙境寺の設立を出願し、認可される。
- 1927年（昭和2年）4月21日 - 大阪市蓮華寺の住職となる。
- 1935年（昭和10年）10月2日 - 第61世日隆より法の付嘱を受け、大石寺第62世日恭として登座。
- 1945年（昭和20年）6月17日、大石寺の火災に巻き込まれ75歳で焼死、遷化した。そのため第61世日隆が再登座する。
- 1946年（昭和21年）1月25日、再登座した第61世日隆により第63世日満へ付嘱相承された。

### 『神札問題』
- 大石寺では、その教義の上から、神札を謗法と呼び祀ってはならないとされている。しかし、太平洋戦争の時代にあっては軍部により、神札を押し付けられるという事態が発生し、その対応に苦労した。
- 1941年（昭和16年）12月8日、太平洋戦争勃発。
- 1943年（昭和18年）、大石寺大書院が、軍部に中部勤労訓練所として徴用され、訓練所の所長らに神札を祀られるという事件が発生した。大石寺側は宗旨に反するからという理由で抗議をしたが、軍部は受け付けなかった。
- 1943年（昭和18年）6月、創価教育学会の牧口常三郎会長、戸田城聖理事他数名を登山させ、神札受取に関して本山とやり取りした記録。

```
（※牧口氏）「天照大神は天皇陛下の先祖であつてかえつて我々がズケズケおまいりするのは不敬になるとしているだけなのです。

今少し強く申し上げたいと思いますが、時ではないと思うので、これでも心掛けているつもりです。

ただし謗法だけは我等の会員にはさせたくないと思いますが、どうしたものでしようかな」

（※本山側）「一度神札を受けてそつと処分すると云う様な方法か、又積んで置いてもそれ程の害はありますまい」

（戸田城聖 昭和28年12月6日付け聖教新聞）
```

これに対し、2017年（平成29年）5月現在の創価学会は「宗門側は『総本山でも一応受取っているから祀る祀らないは、それぞれの判断で良いのではないか？学会でも一応受け取ってはどうですか？』と申し入れた。それに対し牧口は「一宗一派が滅びることはいい、一国が滅びることは、あってはなりません」と述べて神札を受け取らない姿勢を貫いた」と言っている。
これを「神札問題」と呼ぶ。
- 1943年（昭和18年）7月、牧口常三郎、戸田城聖を始めその他の創価教育学会員は、治安維持法違反、伊勢神宮に対する不敬罪にあたると軍部が決め、逮捕投獄され創価教育学会は壊滅的な状態に追い込まれた。

### 弾正会弾圧
- 法華講弾正会（1932年(昭和7年)結成）の代表者藤本蓮城(秀之助)は1943年(昭和18年)6月16日に昭和天皇に対し日蓮正宗への帰依を訴えたため不敬罪により逮捕され、藤本は1944年(昭和19年)1月10日収監されていた長野刑務所で死去した。
- 戦後の1947年(昭和22年)4月7日に残された弾正会講員達によって千葉県市川市に弾正教会（現在の弾正寺）が建立された。